# Pfarrkirche Predlitz

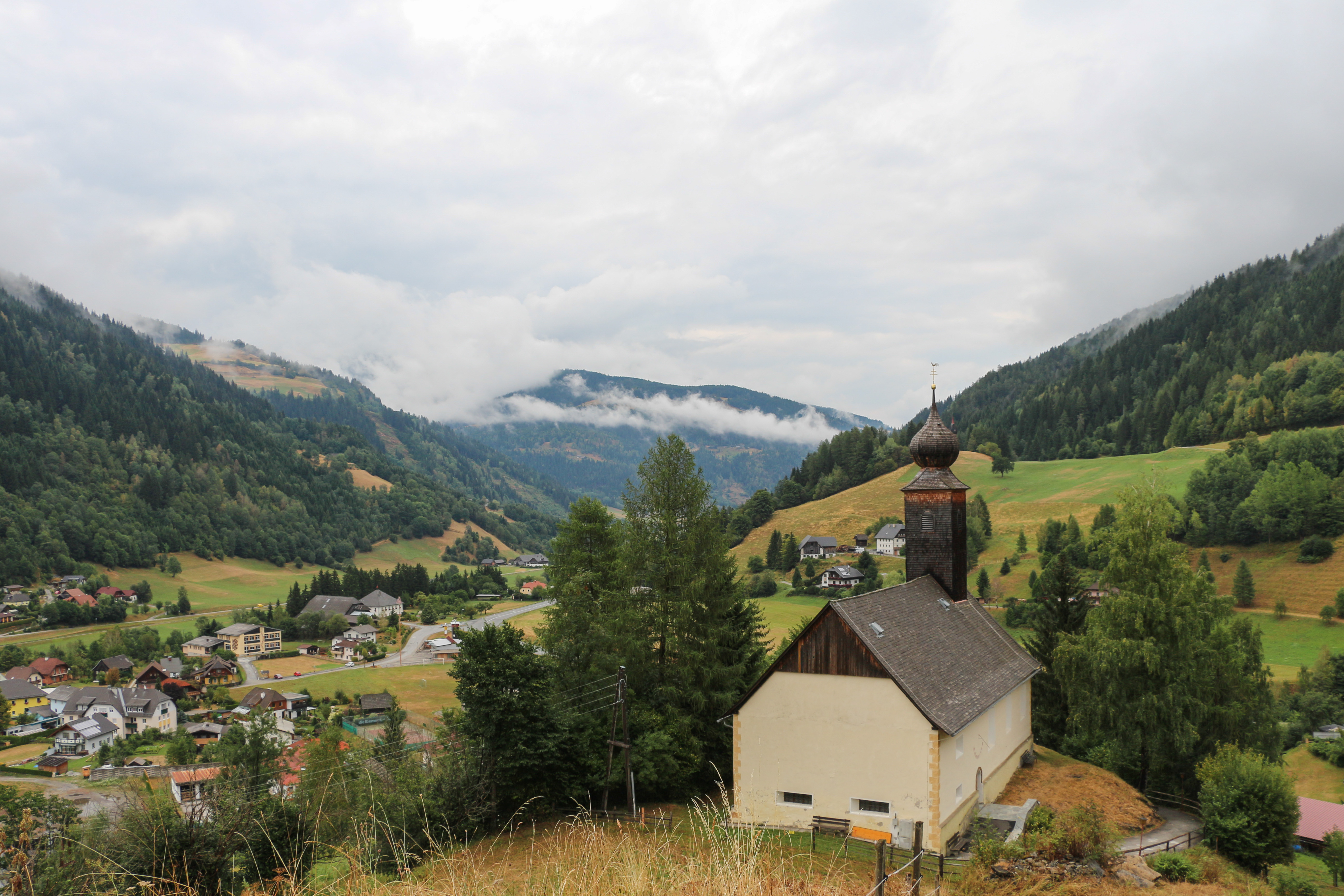
Katholische Pfarrkirche Hll. Primus und Felician in Predlitz

Die Pfarrkirche Predlitz steht auf einer Anhöhe südwestlich des Ortes Predlitz in der Gemeinde Stadl-Predlitz im Bezirk Murau in der Steiermark. Die dem Patrozinium Primus und Felicianus unterstellte römisch-katholische Pfarrkirche gehört zum Dekanat Murau in der Diözese Graz-Seckau. Die Kirche und der ehemalige Friedhof stehen unter Denkmalschutz (Listeneintrag).

## Geschichte
Die eigentliche ältere Kirche wurde 1331 urkundlich genannt, der Chor entstand um 1452. Das Langhaus wurde 1707/1709 nach Westen erweitert. 1973 war eine Restaurierung.

## Architektur
Der im östlichen Bereich des Langhauses romanische Kirchenbau mit einem gotischen Chor teils barockisiert trägt am östlichen Ende des Satteldaches des Langhauses einen hölzernen Dachreiter mit einem Zwiebelhelm.
Das Kircheninnere zeigt ein Langhaus unter einer Holzkassettendecke mit reicher wechselnder Schablonenmalerei hell auf dunklem Grund aus dem Anfang des 16. Jahrhunderts. Die hölzerne barocke Westempore mit Brüstungsfelder in Zweitverwendung mit spätgotischer Schablonenmalerei. Der eingezogene Triumphbogen ist spitzbogig. Der schmale einjochige gotische Chor mit einem Fünfachtelschluss hat ein kräftiges Kreuzrippengewölbe und runde Schlusssteine mit Taube und Lamm Gottes. Die Kirche hat ein- und zweibahnige Fenster mit Nonnenschluss, die Fenster des Langhauses wurden barockisiert. Die Sakristei nördlich des Chores ist tonnengewölbt und hat ein Spitzbogenportal mit einer Tür mit Eisenbeschlag.

## Ausstattung
Der Hochaltar mit Umgangsportalen aus der ersten Hälfte des 18. Jahrhunderts zeigt das Bild Primus und Felician, er trägt Figuren von Balthasar Prandtstätter aus dem zweiten Viertel des 18. Jahrhunderts, Altar wie Figuren wurden vermutlich 1784 aus der Klarissinnenkirche in Judenburg hierher übertragen.
Die Orgel ist aus 1901.